# Sully Bonnelly
Sully Osvaldo de Jesús Bonnelly Canaán (Santo Domingo, 24 de diciembre de 1956) es un diseñador de moda dominicano-estadounidense especializado en ropa prêt-à-porter femenina. Se formó en la escuela de Oscar de La Renta. Es el fundador, propietario y director creativo de la marca Sully Bonnelly.

## Primeros años
Bonnelly nació en una familia de ascendencia corsa y francesa. Su tío, Rafael Bonnelly-Fondeur, fue presidente de la República Dominicana de 1962 a 1963. Es hijo de Carlos Sully Bonnelly Castellanos y Esmira Josefina Canaán Díaz. Es el mayor de cinco hermanos, el único varón, nacido en Santo Domingo, República Dominicana. Tiene cuatro hermanas y un medio hermano por parte de su padre. Se graduó de la escuela secundaria en el Colegio Dominicano de la Salle.

## Logros notables
En 2001, Bonnelly ocupó el cargo de Director Creativo de Citrine. En 2002, diseñó el vestido de Celia Cruz para los Premios Grammy Latinos. En 2003 se lanzó la colección Bonnelly Bridal. En 2008, Bonnelly se convirtió en director creativo de Muse, una división de ropa femenina contemporánea de Maggy London en Nueva York.

## Vida personal
En enero de 2012, Sully Bonnelly se casó con Robert Littman, presidente de la Fundación Vergel, que administra una colección de arte mexicano moderno y contemporáneo en Nueva York y Cuernavaca, México.La casa de Bonnelly apareció en el libro de Rima Suqi Fashion Designers At Home.